# Kane Picoy
Kane Picoy (Los Angeles, 1 september 1968) is een Amerikaanse acteur, televisieproducent en scenarioschrijver.

## Biografie
Picoy begon in 1987 zijn acteren in de televisieserie Who's the Boss?. Hierna heeft hij nog meerdere rollen gedaan in televisieseries en films zoals JAG (1995), Beverly Hills, 90210 (1997) en The Nanny (1995-1997). 
Picoy heeft als filmproducent en scenarioschrijver in het jaar 2002 de film Only Human geschreven en geproduceerd. 

## Filmografie

### Films
- 2002 Wrong Number – als Detective Stevenson
- 2001 Zigs – als Mike
- 1998 One – als Nick Raczca
- 1997 Plump Fiction – als Kris Walken Kringle
- 1997 River Made to Drown In – als Nash
- 1996 The First Man – als ??
- 1995 Tank Girl – als staatspolitieagent
- 1995 Sirens – als Jemal
- 1995 Toughguy – als Kirk
- 1994 Hail Caesar – als Remora
- 1994 Hard Drive – als onbelangrijke man
- 1994 The Upstairs Neighbour – als Josh
- 1993 Love, Honor & Obey: The Last Mafia Marriage – als Danny
- 1992 My New Gun – als Politieagent

### Televisieseries
Uitgezonderd eenmalige gastrollen.
- 1995 – 1997 The Nanny – als Jeff – 3 afl.
- 1997 Beverly Hills, 90210 – als Tom Miller – 7 afl.
- 1995 JAG – als Luitenant Mace – 2 afl.